# Прометей (монументально-декоративная композиция)
Прометей — монументально-декоративная композиция в Тольятти, памятник монументального искусства.
Изображает героя древнегреческих мифов Прометея, дарящего людям огонь и жестом левой руки открывающего людям путь к солнцу и освоению космоса. Солнечные лучи и звёзды занимают основное пространство, что позволило, с точки зрения тектоники, возможность архитектору найти места крепления для всей конструкции. Однако за счет высокого горельефа на первый план выходит силуэт фигуры, увязанной с декоративным окружением.
Композиция асимметрична, основная конструктивная ось рисунка по вертикали проходит через поднятую правую руку. Отсутствие опоры под правой ногой, по мнению профессора Постоногова, несколько снижает общее достоинство монументальной композиции.
Композиция размерами 11 на 14,5 метра выполнена из титана методом выколотки. Имеет стальной внутренний каркас, обеспечивающий прочное закрепление на крыше и стене многотонное конструкции. Установлен в 1975 году на северном фасаде дворца культуры им. Н. В. Абрамова (ранее дом культуры «Синтезкаучук»), вписываясь в его строгий прямоугольник.
Фигура превосходит реальную человеческую фигуру в 5 раз, что придает соотношению архитектуры и скульптуры гармонию.
Рельеф представляет несомненную художественную ценность. В 2001 году решением Тольяттинской городской думы «Прометей» был включён в список памятников Тольятти, подлежащих охране, но в дальнейшем был исключён из числа охраняемых объектов.
Авторы: заслуженный художник РСФСР Юрий Боско и народный художник России Виктор Фетисов, архитектор Семён Виноград. Исполнители: Петренко Н., Китов Л., Башканов Ю. Авторы и исполнители увековечили себя путём надписи электродом аргонно-дуговой сварки на ступне скульптуры.